# Cantó de Brinhòla
El cantó de Brinhòla és un cantó francès del departament de la Var, situat al districte de Brinhòla. Té sis municipis i el cap és Brinhòla.

## Municipis
- Brinhòla
- Camps de la Fònt
- La Cèla
- Torvas
- Lo Vau
- Vins de Carami

## Història
| Data d'elecció                           | Identitat      | Partit | Qualitat |
| ---------------------------------------- | -------------- | ------ | -------- |
| 1967-1979                                | M. Marcel      | PS     |          |
| 1979-1998                                | Jacques Cestor | UDF    |          |
| 1998-                                    | Claude Gilardo | PCF    |          |
| les dades anteriors no són pas conegudes |                |        |          |
|                                          |                |        |          |

| 1962   | 1968   | 1975   | 1982   | 1990   | 1999   | 2006   |
| ------ | ------ | ------ | ------ | ------ | ------ | ------ |
| 10.915 | 12.780 | 14.494 | 16.043 | 19.436 | 22.193 | 26.968 |